# Domena (biologia)

Schematyczne przedstawienie podstawowych jednostek używanych w klasyfikacji biologicznej. Kolejno od góry: życie, domena, królestwo, typ (w zoologii) lub gromada (w botanice), gromada (w zoologii) lub klasa (w botanice), rząd, rodzina, rodzaj i gatunek

Domena (dominium) – kategoria systematyczna wyższa od królestwa, stosowana w klasyfikacji biologicznej, zaproponowana w 1974 przez Royalla T. Moore’a, a wprowadzona w 1990 przez Carla Woese’a, Ottona Kandlera i Marka Wheelisa jako kategoria najwyższego poziomu (o najwyższej randze taksonomicznej). Domena jest kategorią równoważną proponowanym później przez innych systematyków nazwom: cesarstwo (imperium) lub nadkrólestwo (superregnum).

## Uzasadnienie autorów
Mikolog Royall T. Moore zaproponował w 1974 wprowadzenie dodatkowych „super” kategorii, w tym domeny, z łacińskim odpowiednikiem Dominium. Domena miałaby być najwyższą kategorią systematyczną obejmującą, jako kategorie bezpośrednio podrzędne, dotychczasowe królestwa.
W 1990 Woese i inni stwierdzili, że dotychczasowy podział systematyczny organizmów na pięć królestw nie odzwierciedlał ówczesnego stanu wiedzy. Na podstawie badań molekularnych uznali, że życie na Ziemi powinno być systematyzowane w trzech grupach, którym nadali, zaproponowaną przez Moore’a, rangę domeny (ale z łacińskim odpowiednikiem regio) i nazwali: Bacteria, Archaea i Eucarya. Zaproponowane przez nich domeny objęły królestwa dotychczasowe oraz nowe, które – ich zdaniem – powinny zostać jeszcze opisane. Wprowadzenie nowej kategorii wyższej rangi miało na celu uniknięcie burzenia tradycyjnie utrwalonego podziału na królestwa.
W pracy z 1990 autorzy nie określili królestw dla Bacteria i Eucarya, ograniczając się jedynie do stwierdzenia, że będzie ich wiele, a ich zdefiniowanie wymaga dalszych analiz. Natomiast dla domeny Archaea zaproponowali podział na Euryarchaeota i Crenarchaeota.

## Podział organizmów na trzy domeny

Filogenetyczne drzewo życia na podstawie koncepcji trzech domen według Woese’a i in.

- bakterie (Bacteria) – poza właściwymi bakteriami obejmuje sinice i prochlorofity
- archeony (Archaea) – obejmuje organizmy prokariotyczne o budowie wyraźnie odmiennej od bakterii
- eukarionty (Eucarya) – obejmuje około 60 niezależnych linii rozwojowych zgrupowanych prowizorycznie w cztery królestwa:
  - protisty (Protista)
  - grzyby (Fungi)
  - rośliny (Plantae)
  - zwierzęta (Animalia)

Podział ten został dokonany jedynie na podstawie porównania sekwencji rRNA, ale następnie znaleziono liczne fakty pasujące do niego. Z punktu widzenia biochemii i fizjologii komórek archeony są bardzo odmienne od bakterii właściwych, niektóre cechy zbliżają je do jądrowców.

## Alternatywne podziały
Istnieje też alternatywny podział na dwa cesarstwa (Prokaryota [Bacteria] i Eukaryota) z sześcioma królestwami, zaproponowany przez Thomasa Cavaliera-Smitha w 2004.
- cesarstwo: bakterie (Bacteria) – w pierwotnej wersji Prokaryota z królestwem Bacteria:
  - eubakterie (Eubacteria)
  - archeony (Archaea)
- cesarstwo: eukarionty (Eukaryota):
  - Archezoa(inne języki) – prymitywne eukarionty bez chloroplastów i mitochondriów
  - Protozoa – jednokomórkowce bez ścian komórkowych, ale z mitochondriami
  - chromisty (Chromista) – głównie glony i niektóre grzyby
  - rośliny (Plantae) – łącznie z zielonymi glonami
  - grzyby (Fungi)
  - zwierzęta (Animalia).

Nie jest on jednak zbyt popularny, głównie ze względu na brak pewności co do pokrewieństw między grupami eukariontów.
Amerykańska systematyk Lynn Margulis twierdziła, że rozdzielanie prokariontów na dwa taksony wysokiej rangi nie jest wystarczająco uzasadnione, bo mimo znaczących różnic biochemicznych są one jednak znacznie bardziej podobne do siebie niż do organizmów jądrowych. Wynika to z uznania planu budowy komórki za istotniejszą cechę systematyczną niż cechy biochemiczne – szczególnie że cechy biochemiczne mogą być „wymieniane” między nawet odlegle spokrewnionymi organizmami poprzez poziomy transfer genów.